# Isii Josinobu
Isii Josinobu (Hirosima, 1939. március 13. – 2018. április 26.) japán válogatott labdarúgó.

## Pályafutása
A japán válogatottban egy mérkőzésen szerepelt. 1986-87-ben a válogatott szövetségi kapitánya volt.

## Statisztika
| Japán válogatott | Japán válogatott | Japán válogatott |
| Időszak          | Mérk.            | gól              |
| ---------------- | ---------------- | ---------------- |
| 1962             | 1                | 0                |
| Összesen         | 1                | 0                |